# Hockey Sarzana 2017-2018
Questa voce raccoglie le informazioni riguardanti l'Hockey Sarzana nelle competizioni ufficiali della stagione 2017-2018.

## Maglie e sponsor
Lo sponsor ufficiale per la stagione 2017-2018 è Crédit Agricole Carispezia.
| 1ª divisa | 2ª divisa |

## Organico

### Giocatori
| N° | Naz.              | Ruolo | Sportivo              |  |  |  |
| -- | ----------------- | ----- | --------------------- |  |  |  |
|    | Italia (bandiera) | P     | Alessio Bianchi       |  |  |  |
|    | Italia (bandiera) | P     | Simone Corona         |  |  |  |
|    | Italia (bandiera) | A     | Andrea Deinitte       |  |  |  |
|    | Italia (bandiera) | A     | Francesco De Rinaldis |  |  |  |
|    | Italia (bandiera) | A     | Francesco Dolce       |  |  |  |
|    | Italia (bandiera) | A     | Sergio Festa          |  |  |  |
|    | Italia (bandiera) | D     | Mattia Rispogliati    |  |  |  |
|    | Spagna (bandiera) | A     | Xavier Rubio          |  |  |  |
|    | Italia (bandiera) | A     | Matteo Tavoni         |  |  |  |
|    | Italia (bandiera) | D     | Alessandro Ungari     |  |  |  |
|    | Italia (bandiera) | D     | Massimo Zeriali       |  |  |  |

### Staff tecnico
- Allenatore:  Francesco Dolce